# Homonyx elongatus
Homonyx elongatus är en skalbaggsart som beskrevs av Blanchard 1842. Homonyx elongatus ingår i släktet Homonyx och familjen Rutelidae. Inga underarter finns listade i Catalogue of Life.